# アオマツムシ
アオマツムシ（青松虫、Truljalia hibinonis）はバッタ目（直翅目）コオロギ科の昆虫。

## 分布
日本では、本州（岩手県以南）、四国、九州、隠岐、五島列島に分布。
明治時代に中国大陸から帰化した外来種という説が一般的だが、原産地ははっきりせず、日本での初記録年月日も、1898年（明治31年）という説と1908年（明治41年）ごろという説があるものの、データの付いたタイプ標本が残っていないため、判然としていない。なお、初記録地は東京都の赤坂榎木坂である。
1970年代頃から数が増え始め、都市部の街路樹や庭木にも多く生息する。現代の東京では、最も鳴き声を耳にする秋の虫となった。

## 形態
鮮やかな緑一色の体色が特徴。体長は20-25mm。体型は紡錘形。メスは全体緑色であるが、オスは背中の中心部分が褐色。名にマツムシと付くが、日本在来のマツムシとは姿も鳴き声も生態も異なっている。

## 生態
生態は在来のカネタタキとよく似た樹上性であり、ツバキやサクラなど、食葉性害虫の多く付く樹木に生息する。「リーリーリー」という大きな甲高い声で鳴く。バッタの仲間ではあるが、あまり跳躍しない。餌は小昆虫や木の葉などを食べる雑食性と考えられる。成虫は秋頃に樹の幹を齧って樹皮に穴を開け中に産卵するが、時に公園の手すりの金具裏や、ガードレールの部品の隙間等の人工物にも産み付ける。卵は翌年6月頃に孵化し、幼虫は体色が赤褐色で、形態はカネタタキに酷似しており、成虫とは姿が大幅に異なる。8月下旬から11月下旬の間に成虫となる。
形が平たく、素早い動きをするため「アオゴキブリ」と呼ばれることがある。

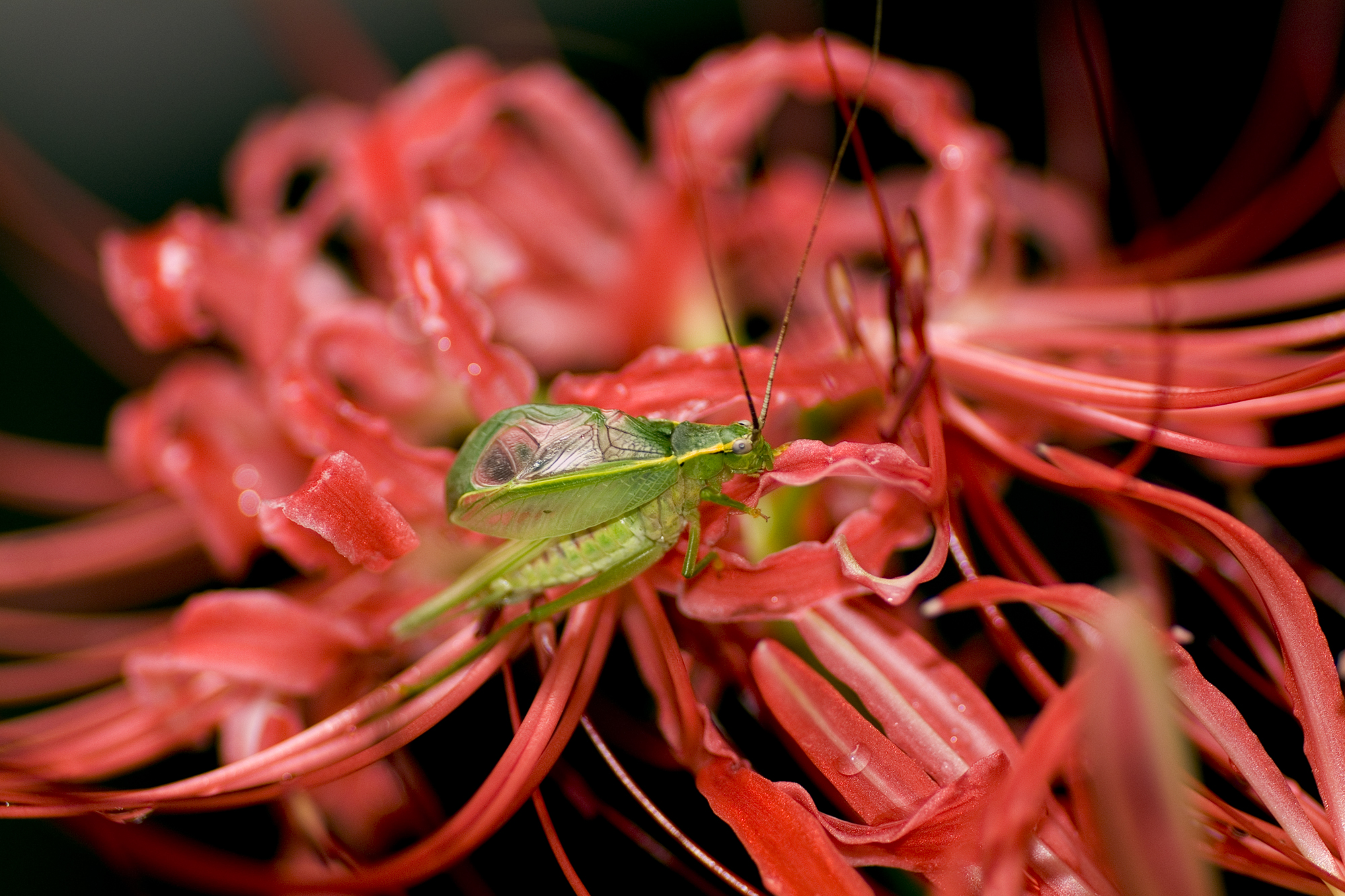
鳴いているオス